# Alan Evans
David „Alan“ Evans (* 14. Juni 1949 in Rhondda; † 11. April 1999 in Barry) war ein walisischer Dartspieler und Weltranglistenerster, der bei Turnieren in den 1970er- sowie 1980er Jahren antrat.
Evans war eines der frühen Gesichter des im Fernsehen übertragenen Darts und konnte einige Erfolge bei Turnieren in den 1970er-Jahren verzeichnen. Als Darts Anfang der 1980er-Jahre im britischen Raum zunehmend an Beliebtheit gewann, war Evans bereits nicht mehr auf seinem Leistungshoch und war daher weniger im Rampenlicht als Eric Bristow, John Lowe und Jocky Wilson – die allesamt mehr Popularität und Profit aus dem Dartsport ziehen konnten.

## Karriere
Evans war einer der ersten Spieler, der ein im Fernsehen übertragenes Dartspiel bestritt. Hierfür erreichte er das Finale der News of the World Darts Championship 1972 – das erste Dartsturnier, das durch den britischen Fernsehsender ITV übertragen wurde. 1973 und 1974 erreichte Evans zudem das Finale der Indoor Darts League, die in Yorkshire ebenfalls von ITV übertragen wurde.
Evans siegte später bei den British Open 1975, die das erste von der BBC übertragene Dartsturnier waren und fuhr noch im selben Jahr bei den World Masters 1975 seinen bedeutendsten Titel ein. Zu dieser Zeit waren das World Masters und die News of the World Darts Championship die prestigeträchtigsten Dartsturniere, da eine World Professional Darts Championship erst 1978 ins Leben gerufen wurde. Bei der ersten Auflage des WDF World Cup 1977 konnte das walisische Team um Evans, Leighton Rees, Phil Obbard und David Jones den Teamwettbewerb gewinnen. Auch die Einzelwertung konnte Evans für sich entscheiden.
Evans war Teilnehmer bei der ersten BDO-Weltmeisterschaft in Nottingham 1978. Er besiegte Alan Glazier, musste sich dann aber dem späteren Sieger, Leighton Rees im Viertelfinale geschlagen geben. Bei der BDO World Darts Championship 1979, im Jollees Cabaret Club in Stoke-on-Trent gewann Evans ein emotionsgeladenes Viertelfinale gegen Eric Bristow mit 3:1 in Sets. Im Halbfinale konnte Leighton Rees Evans erneut bezwingen. Im Mai 1979 erhielt Evans eine zwölfmonatige Sperre von der British Darts Organisation (BDO), nachdem er sich bei einem Spiel mit der walisischen Mannschaft nicht regelkonform verhalten haben sollte.
Nach seiner Suspendierung kam Evans zurück um einen Karriereneustart zu versuchen und nahm an fünf weiteren Weltmeisterschaften teil. Dabei verlor er stets gegen einen großen Namen im Darts – zwei Mal gegen Bristow 1986 und 1987, zwei Mal gegen Wilson 1982 und 1988 sowie gegen Lowe 1983. Mit der Ausnahme der Halbfinalniederlage 1987 gegen Bristow, kam das Aus jeweils in einer der ersten beiden Runden.
Auf kleineren Turnieren in Schottland soll ihm Berichten zufolge gleich acht Mal ein Finish von 150 Punkten gelungen sein, indem er drei Mal nacheinander das Bullseye traf.
Evans hält zudem den Rekord für die meisten Punkte (401) in der Darts-Gameshow Bullseye, hierbei warf er 180, 180 und 41 Punkte, und konnte die Summe über ein Doppelfeld auf 802 £ für einen wohltätigen Zweck verdoppeln.
Im Juli 1977 trat Evans in einem Showmatch gegen Boxer Muhammad Ali im Gypsy Green Stadium, South Shields, in England an. Dabei galt die Regel, dass Evans nur Punkte auf Triplefeldern erzielen konnte – Ali konnte über einen Treffer im Bullseye siegen und rief sich daraufhin selbst zum "Darts Champion of the World" aus.

## Karriereende und Tod
Wegen eines Nierenleidens beendete er 1987 seine Karriere. Im Juni 1997 kehrte Evans allerdings noch einmal  zurück, als er gegen seinen langjährigen Rivalen Eric Bristow am Battle of the Champions in der Circus Tavern in Purfleet, das auf Sky Sports ausgestrahlt wurde, teilnahm. Evans warf bei dieser Begegnung zwei 180er, doch Bristow gewann schließlich 3:0 in Sätzen.
Evans starb am 11. April 1999 im Alter von 49 Jahren.

## Weltmeisterschaftsresultate

### BDO
- 1978: Viertelfinale (3:6-Niederlage gegen  Leighton Rees) (Legs)
- 1979: Halbfinale (1-3-Niederlage gegen  Leighton Rees) (Sätze)
- 1982: Achtelfinale (1:2-Niederlage gegen  Jocky Wilson)
- 1983: 1. Runde (0:2-Niederlage gegen  John Lowe)
- 1986: 1. Runde (1:3-Niederlage gegen  Eric Bristow)
- 1987: Halbfinale (0:5-Niederlage gegen  Eric Bristow)
- 1988: Achtelfinale (2:3-Niederlage gegen  Jocky Wilson)

## Titel

### BDO
- Majors
  - World Masters: (1) 1975

### WDF
- Platinum-Kategorie
  - WDF World Cup Teams: (1) 1977 (mit David Jones, Phil Obbard und Leighton Rees)
  - WDF World Cup Gesamtwertung: (1) 1977

- Open-Turniere
  - British Open: (1) 1975

### Andere
- TV Times Pro-Am Trophy: (1) 1973
- Golden Gate Classic: (1) 1974
- Santa Monica Open: (1)  1976